# شون ت أوكيلي
شون ت أوكيلي (بالإنجليزية: Seán T. O'Kelly) (و. 1882 – 1966 م) هو سياسي من جمهورية أيرلندا ولد في دبلن.
تولى منصب رؤساء أيرلندا (1945-06-25–1959-06-24) .

## روابط خارجية
- شون ت أوكيلي على موقع الموسوعة البريطانية (الإنجليزية)
- شون ت أوكيلي على موقع مونزينجر (الألمانية)